# ДиП (планёр)
«ДиП» («Догнать и Перегнать») — рекордный лёгкий планёр О. К. Антонова, 1932 года выпуска.

## Описание
Является дальнейшим развитием рекордного планёра-парителя «Город Ленина». Представляет собой моноплан-парасоль с одним подкосом и однолонжеронным крылом большого удлинения и фюзеляжем балочного типа, а также оперением расчаленным к крылу тросами.

## История
В лётной оценке К. К. Арцеулов указывал на хорошие парящие свойства планёра, а также хорошую курсовую и поперечную управляемость. 9 ноября 1932 года пилот Ж. И. Журавлёв при весьма слабом северном ветре, когда все другие планёры оставались на старте, совершил полёт продолжительностью 4 часа 31 минута. Скорость снижения по теодолитным измерениям оказалась равной 0,49 м/с. Через год на IX ВПС (9-е Всесоюзные планерные состязания 1933 года) планёр «ДиП», снова пилотируемый Ж. И. Журавлевым, был разбит при посадке.

## Технические характеристики
- Длина, м: 7,25
- Относительное удлинение: 19,1
- Высота, м: 1,66
- Размах крыла, м: 20,1
- Площадь крыла, м{\displaystyle ^{2}}: 21,1
- Удельная нагрузка, кг/м{\displaystyle ^{2}}: 13,1
- Профиль крыла: Р-II
- Масса, кг: 196 (пустого)
- Максимальное аэродинамическое качество: 27,6
- Экипаж, чел: 1